# Ключки (Опочецкий район)
Ключки — деревня в Опочецком районе Псковской области России. Входит в состав Пригородной волости.

## География
Деревня (осталось только кладбище и сад барина) находится в юго-западной части Псковской области, в зоне хвойно-широколиственных лесов, на левом берегу примерно 0,5 километра от реки Иссы, на расстоянии примерно 28 километров (по прямой) к юго-западу от города Опочки, административного центра района. Абсолютная высота — 107 метров над уровнем моря.

### Климат
Климат характеризуется как умеренно континентальный, влажный. Средняя многолетняя температура самого холодного месяца (января) составляет −7,3 °С (абсолютный минимум — −42 °C), средняя температура самого тёплого (июля) — 18°С (абсолютный максимум — 36 °C). Продолжительность безморозного периода составляет в среднем 137 дней. Среднегодовое количество осадков — 562 мм, из которых 405 мм выпадает в период с апреля по октябрь.

### Часовой пояс
Деревня Ключки, как и вся Псковская область, находится в часовой зоне МСК (московское время). Смещение применяемого времени относительно UTC составляет +3:00.

## Население
| 2001 | 2002 | 2010 | 2013 | 2014 | 2015 | 2016 |
| ---- | ---- | ---- | ---- | ---- | ---- | ---- |
| 4    | ↘2   | ↘1   | →1   | →1   | ↘0   | →0   |

Согласно результатам переписи 2002 года, в национальной структуре населения русские составляли 100 %.